# Gomortegaceae
Gomortegaceae é o nome botânico de uma família de plantas com flor. Esta família tem sido reconhecida pela maioria dos taxonomistas.
O sistema APG II, de 2003, reconhece esta família e coloca-a na ordem Laurales, no clade magnoliídeas.
A família é composta por uma única espécie, Gomortega keule, de porte arbóreo e originário do Chile.